# Intimate
『intimate』（インティメイト）は、工藤静香の4枚目のベスト・アルバム。1991年12月11日発売。発売元はポニーキャニオン。

## 概要
6枚目のシングル「恋一夜」から、14枚目のシングル「メタモルフォーゼ」までのA面曲が発売順を遡る形で収録されている。
1曲目「誰も知らないブルーエンジェル」は、うしろ髪ひかれ隊の楽曲をアレンジを変え工藤のソロでレコーディングしたもの。
11曲目「らしくない」は、本作のために書き下ろされた楽曲で、工藤が初めて作詞・作曲の両方を手掛けている。
オリジナル・カラオケ盤CDも発売された。カラオケ盤は「らしくない」のみ未収録となっている。

## 収録曲
| 全作曲: 後藤次利（M-11, 作曲: 愛絵理）。 |                                  |            |                                  |                  |      |
| #                                        | タイトル                         | 作詞       | 作曲・編曲                       | 編曲             | 時間 |
| 1.                                       | 「誰も知らないブルーエンジェル」 | 秋元康     | 後藤次利 （M-11, 作曲: 愛絵理 ） | 後藤次利         | 3:58 |
| 2.                                       | 「メタモルフォーゼ」             | 松井五郎   | 後藤次利 （M-11, 作曲: 愛絵理 ） | 後藤次利・門倉聡 | 4:15 |
| 3.                                       | 「Please」                       | 三浦徳子   | 後藤次利 （M-11, 作曲: 愛絵理 ） | 後藤次利         | 4:18 |
| 4.                                       | 「ぼやぼやできない」             | 松井五郎   | 後藤次利 （M-11, 作曲: 愛絵理 ） | 後藤次利         | 3:40 |
| 5.                                       | 「私について」                   | 中島みゆき | 後藤次利 （M-11, 作曲: 愛絵理 ） | Draw4            | 4:08 |
| 6.                                       | 「千流の雫」                     | 愛絵理     | 後藤次利 （M-11, 作曲: 愛絵理 ） | Draw4            | 4:42 |
| 7.                                       | 「くちびるから媚薬」             | 松井五郎   | 後藤次利 （M-11, 作曲: 愛絵理 ） | Draw4            | 3:57 |
| 8.                                       | 「黄砂に吹かれて」               | 中島みゆき | 後藤次利 （M-11, 作曲: 愛絵理 ） | 後藤次利         | 3:50 |
| 9.                                       | 「嵐の素顔」                     | 三浦徳子   | 後藤次利 （M-11, 作曲: 愛絵理 ） | 後藤次利         | 3:32 |
| 10.                                      | 「恋一夜」                       | 松井五郎   | 後藤次利 （M-11, 作曲: 愛絵理 ） | 後藤次利         | 4:31 |
| 11.                                      | 「らしくない」                   | 愛絵理     | 後藤次利 （M-11, 作曲: 愛絵理 ） | 後藤次利         | 4:21 |
| 合計時間:                                | 合計時間:                        | 合計時間:  | 合計時間:                        | 45:12            |      |

### 楽曲解説
1. 誰も知らないブルーエンジェル
  - うしろ髪ひかれ隊時代のソロレコーディング楽曲。
2. メタモルフォーゼ
  - 14thシングル。アルバム初収録。
3. Please
  - 13thシングル。アルバム初収録。
4. ぼやぼやできない
  - 12thシングル。アルバム『mind Universe』にも収録。
5. 私について
  - 11thシングル。
6. 千流の雫
  - 10thシングル。
7. くちびるから媚薬
  - 9thシングル。アルバム『rosette』にも収録。
8. 黄砂に吹かれて
  - 8thシングル。
9. 嵐の素顔
  - 7thシングル。
10. 恋一夜
  - 6thシングル。アルバム『JOY』にも収録。
11. らしくない
  - 本作のために書き下ろされた楽曲。工藤自身が作詞・作曲を手掛けている。